# Protiválečný výbor Ruska
Protiválečný výbor Ruska (rusky Антивоенный комитет России, anglicky Antiwar Committee) je organizace založená ruskými veřejnými osobnostmi, většinou exilovými, které se postavily proti ruské agresi na Ukrajině a režimu prezidenta Putina. Výbor organizuje dva projekty, a to projekt Archa, který pomáhá ruským občanům, kteří emigrovali kvůli válce do zahraničí, a projekt Úsvit, jenž organizuje humanitární pomoc pro Ukrajinu.
V lednu 2024 byl vybor označen jako „nežádoucí organizace“ v Rusku.

## Aktivita
Protiválečný výbor vznikl 27. února 2022 jako reakce na vstup ruských vojsk na území Ukrajiny 24. února téhož roku. Téhož dne také výbor vydal první prohlášení, v němž vysvětluje svůj vznik: „Jako občané Ruské federace jsme byli proti své vůli zodpovědní za porušení mezinárodního práva, vojenskou invazi a masivní ztráty na životech. Obludnost spáchaného zločinu neponechává žádný prostor pro mlčení nebo pasivní nesouhlas.“ Vyzval také ruské občany, aby se vzdali svých názorových i ideologických rozdílů a „konsolidovali se v boji proti agresivní diktatuře Vladimira Putina.“
První prohlášení podepsali podnikatel Michail Chodorkovskij, novinář a historik Vladimir Kara-Murza, ekonom Sergej Gurijev, několikanásobný mistr světa v šachu Garri Kasparov, historik Jurij Pivovarov, ekonom Sergej Aleksašenko, novinář Jevgenij Kiselev, bývalý poslanec Státní Dumy Dmitrij Gudkov, podnikatelé  Boris Zimin a Jevgenij Čičvarkin  a spisovatel Viktor Šenderovič. Později se připojili například i aktivistka Ljubov Sobolová, bývalý premiér Michail Kasjanov nebo biolog Jevgenij Kunin. 4. března vyzval výbor ruské občany k všeobecné sabotáži. 24. března výbor apeloval na vlády západních zemí, aby vyhlásily bezletovou zónu nad území Ukrajiny.

### Projekt Archa
Projekt Archa se popisuje jako humanitární projekt pro emigranty, kteří opustili Rusko v důsledku války. Prostřednictvím tohoto projektu pomáhá výbor ruským emigrantům najít bydlení a zřídit bankovní účty mimo jiné formy pomoci. Je částečně koordinován s dobrovolníky v Jerevanu a Istanbulu, ale je schopen nabídnout právní pomoc i v jiných lokalitách.

### Projekt Úsvit
Projekt Úsvit spolupracuje s hlavními evropskými dodavateli velkoobchodních dodávek potravin, léků a dalšího zboží na Ukrajinu. Nakupuje humanitární pomoc a organizujeme její dodávku do Lvova, kde ji převezmou místní nevládní organizace.

## Členové výboru
- Michail Chodorkovskij, podnikatel, v exilu[10]
- Sergej Gurijev, ekonom, v exilu[11]
- Garri Kasparov, mistr světa v šachu a politik, v exilu[12]
- Michail Kasjanov, bývalý premiér Ruské federace (2000–2004)
- Dmitrij Gudkov, politik a bývalý poslanec Státní Dumy, v exilu[13]
- Vladimir Kara-Murza, novinář, historik a politik, zadržen ruskou policií 11. dubna 2022[14]
- Ljubov Sobolová, aktivistka a politička, v exilu[15]
- Jevgenij Čičvarkin, podnikatel, v exilu[16]
- Boris Zimin, podnikatel, v exilu[17]
- Sergej Aleksašenko, ekonom
- Jurij Pivovarov, historik
- Marat Gelman, galerista
- Konstantin Čumakov, biolog
- Jevgenij Kiseljov, novinář
- Eugene Koonin, biolog
- Julia Latynina, novinářka
- Jelena Lukjanovová, právnička
- Viktor Šenderovič, spisovatel